# 산두고 (드라마)
《산두고》(타갈로그어: Sandugo)는 2019년 방영된 필리핀의 드라마이다.